# Driving Rain
Driving Rain är ett musikalbum från 2001 av den brittiske popartisten Paul McCartney.
Återigen samlade Paul ihop ett gäng musiker för att turnera, och Driving Rain har spelats in med hjälp av dessa musiker.
Detta var första nya skivan efter hustrun Lindas död, och flera av låtarna innehåller referenser till livet med och efter henne ("From a Lover to a Friend", "Magic", "Lonely Road"), men även till nya flickvännen ("Heather"). Paul gör på detta album sin kanske mest lidelsefulla och dynamiska röstinsats sedan de album han gav ut i början av 1970-talet, om man undantar den coverdominerade skivan Run Devil Run från 1999.
Många i kritikerkåren hyllade albumet när det kom ut, medan mottagandet bland fansen var något mer blandat.
Två singlar släpptes från albumet. "From a Lover to a Friend" blev hastigt och lustigt ersatt med "Freedom", men hann finnas ute i någon vecka.
- "From a Lover to a Friend"

B-sidor: "Riding to Jaipur"
- "Freedom"

B-sidor: "From a Lover to a Friend"

## Låtlista
Alla låtar skrivna av McCartney om inget annat anges 
1. "Lonely Road"
2. "From a Lover to a Friend"
3. "She's Given up Talking"
4. "Driving Rain"
5. "I Do"
6. "Tiny Bubble"
7. "Magic"
8. "Your Way"
9. "Spinning On An Axis" - (McCartney/McCartney)
  - Detta och den senare "Back in the Sunshine Again" är de första exemplen på låtar som Paul skrivit tillsammans med sin son James.
10. "About You"
11. "Heather" 
  - När Paul skrev den här låten trodde hans dåvarande flickvän Heather att det var en gammal Beatles-låt han höll på att spela.
12. "Back in the Sunshine Again" - (McCartney/McCartney)
13. "Your Loving Flame"
14. "Riding to Jaipur"
15. "Rinse the Raindrops"
  - Ett tio minuter långt jam.
16. "Freedom"
  - Skrevs efter terrorattacken mot World Trade Center. Står ej med i låtlistan då den lades till i allra sista sekunden.